# Dia Mundial contra o Trabalho Infantil
O Dia Mundial contra o Trabalho Infantil é um dia comemorado em 12 de junho desde 2002, instituído em 2002 pela Organização Internacional do Trabalho (OIT).

## Proclamação
O Dia Mundial contra o Trabalho Infantil foi criado pela Organização Internacional do Trabalho em 2002 para aumentar a conscientização sobre a magnitude do problema e reunir esforços para eliminar o trabalho infantil. A data foi motivada pelas ratificações da Convenção 138 da OIT sobre a Idade Mínima para o Emprego e da Convenção 182 da OIT sobre as Piores Formas de Trabalho Infantil. Em 2021, a Assembleia Geral das Nações Unidas declarou 2021 o Ano Internacional para a Eliminação do Trabalho Infantil e solicitou que a OIT assumisse a liderança em sua implementação.

## Celebração
A data é comemorada em 12 de junho de cada ano. A primeira celebração ocorreu em 2002, e, desde então, é usada para promover iniciativas de governos, associações de empregadores, sindicatos, sociedade civil, meios de comunicação e outros atores locais na luta contra o trabalho infantil e para definir diretrizes para auxiliar as crianças trabalhadoras.

## Temas
- 2002: Primeiro Dia Mundial contra o Trabalho Infantil[5]
- 2003: O tráfico de crianças é uma das piores formas de trabalho infantil[7]
- 2004: O trabalho infantil doméstico[8]
- 2005: Um fardo pesado demais: o trabalho infantil em minas e pedreiras[9]
- 2006: O fim do trabalho infantil: juntos podemos fazer isso[10][11]
- 2007: O trabalho infantil e agricultura[12]
- 2008: A educação é a “resposta certa” para o trabalho infantil[13]
- 2009: Dê uma chance às meninas — combatendo o trabalho infantil: uma chave para o futuro[14]
- 2010: Marquemos um gol: acabar com o trabalho infantil[15]
- 2011: Crianças em trabalhos perigosos: o que sabemos e o que devemos fazer[16]
- 2012: Direitos humanos e justiça social... acabemos com o trabalho infantil[17]
- 2013: Acabar com a exploração de crianças no trabalho doméstico[18]
- 2014: Ampliar a proteção social: acabar com o trabalho infantil![19]
- 2015: NÃO ao trabalho infantil. SIM à educação de qualidade[20]
- 2016: Eliminar o trabalho infantil nas cadeias produtivas[21]
- 2017: Em conflitos e desastres, protejamos as crianças do trabalho infantil[22]
- 2018: Geração “Segura e saudável”[23]
- 2019: As crianças não devem trabalhar no campo, mas em seus sonhos[24]
- 2020: COVID-19: Proteger as crianças do trabalho infantil, agora mais do que nunca![25]
- 2021: Aja agora, acabe com o trabalho infantil[26]
- 2022: Proteção social universal para acabar com o trabalho infantil[27]
- 2023: Justiça social para todos: como acabar com o trabalho infantil[28]
- 2024: Honrar nossos compromissos: acabar com o trabalho infantil![29]